# Liste der Monuments historiques in Somsois
Die Liste der Monuments historiques in Somsois führt die Monuments historiques in der französischen Gemeinde Somsois auf.

## Liste der Immobilien
| Bezeichnung      | Beschreibung           | Standort          | Kennzeichnung | Schutzstatus | Datum | Bild           |
| ---------------- | ---------------------- | ----------------- | ------------- | ------------ | ----- | -------------- |
| Kirche St-Martin | ab dem 12. Jahrhundert | Grande-Rue (Lage) | PA00078864    | Classé       | 1927  | weitere Bilder |

## Liste der Objekte
| Bezeichnung                                             | Beschreibung | Standort                       | Kennzeichnung | Schutzstatus | Datum | Bild |
| ------------------------------------------------------- | --- | ------------------------------ | ------------- | ------------ | ----- | ---- |
| Skulpturengruppe Der heilige Martin teilt seinen Mantel | Holz, farbig gefasst, 16. Jahrhundert | in der Kirche St-Martin (Lage) | PM51001069    | Classé       | 1911  |      |
| Gemälde Keuzigungsgruppe                                | Ölfarbe auf Holz, 16. Jahrhundert | in der Kirche St-Martin (Lage) | PM51001070    | Classé       | 1970  |      |
| Glocke                                                  | Bronze, 1558 gegossen | in der Kirche St-Martin (Lage) | PM51001303    | Classé       | 1991  |      |
| Skulptur Madonna mit Kind                               | Stein, farbig gefasst, 14. Jahrhundert                                                                                                   | in der Kirche St-Martin (Lage) | PM51001066    | Classé       | 1911  |      |
| Hauptaltar                                              | Altartisch, Tabernakel, Expositionsnische mit Gesprenge und vier Skulpturen; Holz, farbig gefasst und vergoldet, 18. und 19. Jahrhundert | in der Kirche St-Martin (Lage) | PM51002370    | Inscrit      | 1979  |      |
| Zwei Konsoltische                                       | Holz, vergoldet, 18. Jahrhundert | in der Kirche St-Martin (Lage) | PM51001073    | Classé       | 1970  |      |
| Skulptur Heiliger Sebastian                             | Stein, farbig gefasst, 16. Jahrhundert                                                                                                   | in der Kirche St-Martin (Lage) | PM51002371    | Inscrit      | 1975  |      |
| Skulptur Johannes der Täufer                            | Stein, 15. Jahrhundert | in der Kirche St-Martin (Lage) | PM51003404    | Inscrit      | 1999  |      |
| Weihwasserbecken                                        | Gusseisen, 15. Jahrhundert | in der Kirche St-Martin (Lage) | PM51001067    | Classé       | 1911  |      |
| Vier Gemälde mit Passionsszenen                         | Ölfarbe auf Holz, 16. Jahrhundert | in der Kirche St-Martin (Lage) | PM51001068    | Classé       | 1911  |      |
| Skulpturengruppe Unterweisung Mariens                   | Holz, farbig gefasst, 17. Jahrhundert | in der Kirche St-Martin (Lage) | PM51001071    | Classé       | 1975  |      |